# Ken Wharton
Ken Wharton, właśc. Kenneth Wharton (ur. 21 marca 1916 w Smethwick, zm. 12 stycznia 1957 w Ardmore) – brytyjski kierowca wyścigowy i rajdowy. W 1952 zadebiutował w Grand Prix Szwajcarii w Formule 1. Wywalczył czwarte miejsce i zdobył jedyne w swojej karierze trzy punkty w Formule 1.

## Życiorys
W 1935 roku zadebiutował w samochodzie Austin Seven w wyścigu na torze Donington Park. Wykorzystywał każdą okazję by startować w wyścigach, ścigał się w wyścigach górskich, sprintach oraz wyścigu na torze Brooklands. Wybuch II wojny światowej spowodował zastój w sportach motorowych w Wielkiej Brytanii, mimo to Wharton szybko wrócił do wyścigów i zaczął testować.
Wharton był inżynierem silników i sprzedawcą samochodów Forda. Zaprojektował i zbudował w swoim garażu w Smethwick własne modele samochodów, opierające się na Austin Seven i wyposażone w silniki Forda lub MG. We wrześniu 1947 roku wygrał Southsea Speed Trials w klasie 850 cm³, a także trzy rajdy Tulpenrallye, w 1949, 1950 i 1952 roku. Przed powrotem do wyścigów górskich rozpoczął starty samochodem Cooper-JAP w nowej Formule 3 o pojemności 500 cm³, gdzie osiągnął sukces wygrywając mistrzostwa.
W maju 1950 roku zajął piąte miejsce na torze w Goodwood Circuit. 26 sierpnia tego samego roku miał wystartować w Silverstone International, jednak tak się nie stało. Podczas Silverstone Daily Express Meeting na torze Silverstone Circuit był szósty, drugi w Lydstep w samochodzie Kieft, czwarty na torze Goodwood Circuit 30 września.
W marcu 1951 roku był najszybszy w Lydstep w samochodzie Kieft. 31 marca wygrał w samochodzie Cooper Mk V na torze Castle Combe Circuit. W czerwcu był drugi w Shelsley, następnie najszybszy w Bo'ness. Wharton zajął drugie miejsce w Grand Prix Wielkiej Brytanii w lipcu, następnie był najszybszy w Lydstep i Shelsley. 29 września był szósty w Goodwood Trophy. 8 września wystartował w ramach Formuły Libre w wyścigu Wakefield Trophy, następnie 29 sierpnia w Goodwood September, w którym zwyciężył.

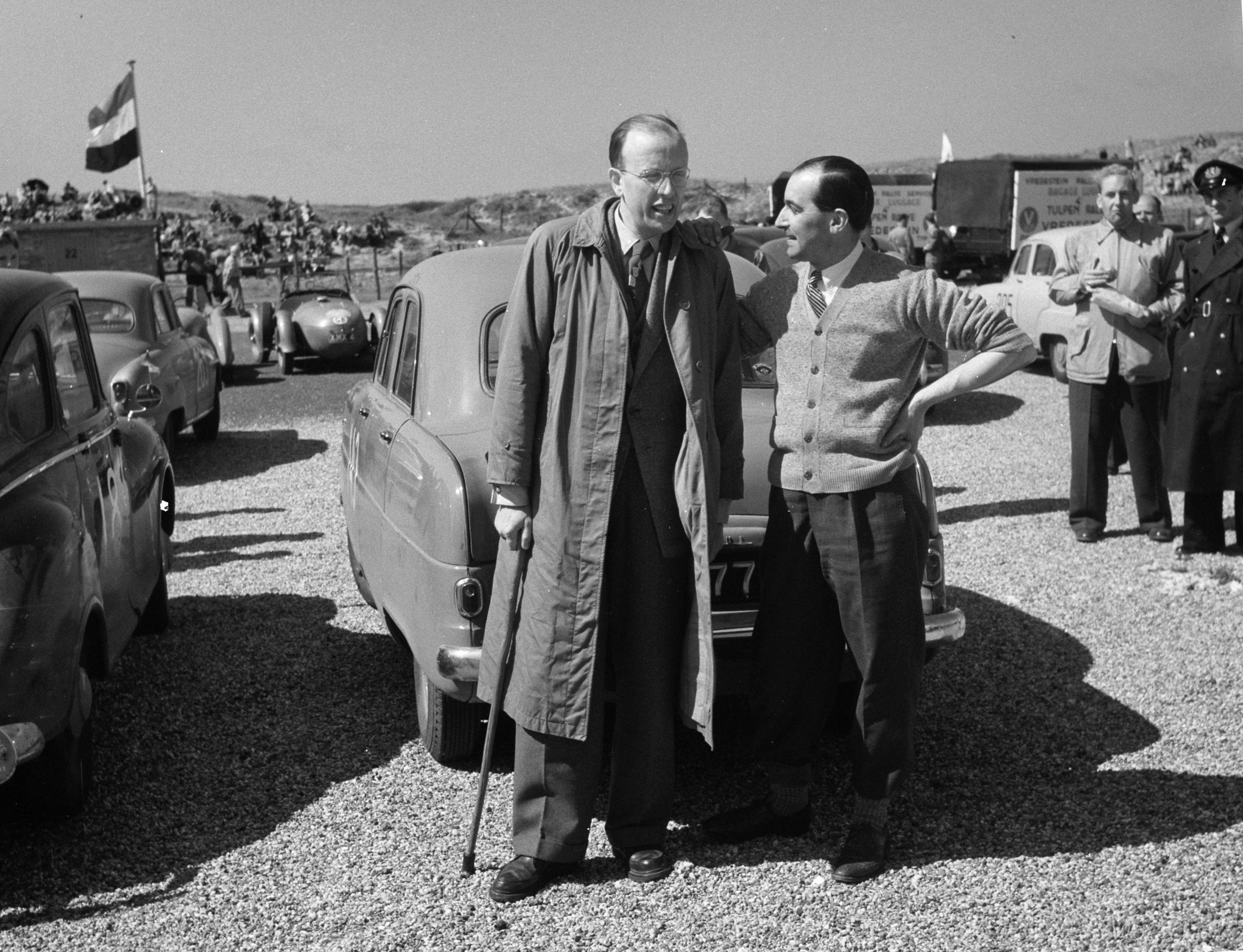
Ken Wharton na torze Circuit Zandvoort (1952)

W 1952 roku został zgłoszony do Lavant Cup, jednak w nim nie wystartował. W tym roku wystartował również w BRDC International Trophy, Autodrome GP, Daily Mail Trophy, Scotland National Trophy, Madgwick Cup, Newcastle Journal Trophy. W Joe Fry Memorial Trophy był drugi, w Eifelrennen drugi. Zwyciężył natomiast w Boreham International, był też drugi w Jersey International i National Thruxton, a także trzeci w Goodwood International oraz National Castle Combe.
W 1951, 1952, 1953 i 1954 roku zwyciężył w British Hill Climb Championship.
W wyścigach Grand Prix Formuły 1 zadebiutował w Szwajcarii w 1952 roku. Startując dla zespołu Scuderia Franera w samochodzie Frazer Nash FN48 zakwalifikował się na 13. miejscu, jednak w wyścigu awansował na czwartą pozycję i zdobył swoje jedyne trzy punkty. W Grand Prix Belgii zakwalifikował się na siódmej pozycji. Podczas wyścigu spadł deszcz. Na 10 okrążeniu, gdy Wharton był w pierwszej szóstce, wpadł w poślizg, niemal uderzając w drut kolczasty i zakończył jazdę. W Grand Prix Holandii wystartował w samochodzie Frazer Nash 421. Zakwalifikował się na siódmym miejscu, jednak musiał przedwcześnie zakończyć jazdę w pochmurnym i mokrym wyścigu, gdy na 76 okrążeniu w jego samochodzie doszło do awarii tłoka. W Grand Prix Włoch wystartował w samochodzie Cooper T20. Zakwalifikował się na piętnastej pozycji, a wyścig ukończył na miejscu dziewiątym. W klasyfikacji generalnej zajął 13. miejsce.
W 1953 roku wystartował w samochodzie Cooper T23 we własnym zespole prywatnym. W Grand Prix Holandii zakwalifikował się na przedostatnim, osiemnastym miejscu. W wyścigu na 19 okrążeniu zakończył jazdę z powodu swej kondycji. Podczas Grand Prix Francji zakwalifikował się na czternastym miejscu; w wyścigu w jego samochodzie doszło do awarii łożyska koła, co uniemożliwiło mu dalszą jazdę. W kwalifikacjach do Grand Prix Wielkiej Brytanii osiągnął jedenasty czas. Wyścig, w którym pojawiły się przelotne opady deszczu, a także zachmurzenie zakończył na ósmej pozycji. W Grand Prix Szwajcarii zakwalifikował się na dziewiątej pozycji, w wyścigu awansował o dwie pozycje. Do Grand Prix Włoch zakwalifikował się na miejscu dziewiętnastym. W wyścigu nie został sklasyfikowany, ponieważ przejechał 57 okrążeń co nie stanowiło 75% dystansu. W klasyfikacji generalnej zajął 26 pozycję.
W tym roku również w czasie wielkanocnego spotkania na torze Goodwood Circuit wystartował w BRM podczas Richmond Trophy, gdzie zwyciężył. W Albi Grand Prix, którego nie ukończył, był jednym z odznaczonych głównym klubowym trofeum mistrzowskim. Wystartował również w Lavant Cup, Aston Martin Owners Club, BRDC International Trophy, Cadours Circuit, Madgwick Cup, Tourist Trophy i National Castle Combe. Zwyciężył w Winfield JC i Newcastle Journal Trophy, w Ulster Trophy, Coronation Trophy oraz British Empire Trophy zajął drugie miejsce. W Joe Fry Memorial Trophy ponownie zajął trzecią pozycję. Wystartował również w Grand Prix Nowej Zelandii niezaliczanym do Mistrzostw Świata Formuły 1, w którym miał katastrofalny wypadek. W 24h Le Mans wystartował wspólnie z Laurence'em Mitchellem, wyścig kierowcy ukończyli na trzynastej pozycji. Wharton był zgłoszony do Crystal Palace International, jednak w nim nie wystartował, pojawił się także na liście startowej Reims 12 Hours, w którym pomimo udziału w wyścigu nie został sklasyfikowany. Nie pojawił się na starcie Mille Miglia.
W 1954 roku startował w samochodzie Maserati 250F zespołu Owen Racing Organisation. W Grand Prix Francji zakwalifikował się na szesnastym miejscu. Na 19 okrążeniu wyścigu w jego samochodzie doszło do awarii układu przeniesienia napędu. W Grand Prix Wielkiej Brytanii zakwalifikował się na dziewiątym miejscu. W zimnym i mokrym wyścigu awansował o pozycję. Podczas kwalifikacji Grand Prix Niemiec zakwalifikował się na przedostatnim, 22. miejscu, ale nie wystartował w wyścigu. W Grand Prix Szwajcarii w kwalifikacjach osiągnął szósty czas; w wyścigu, na mokrej nawierzchni zachował swoją pozycję. W Grand Prix Hiszpanii zakwalifikował się na czternastej pozycji, a wyścig ukończył na miejscu ósmym. W klasyfikacji generalnej zajął 28. miejsce.
W tym roku wystartował również w wyścigu samochodów sportowych Reims 12 Hours, gdzie wraz z Peterem Whiteheadem zwyciężył. Wspólnie z Whiteheadem wystartował również w 24h Le Mans, jednak nie ukończyli oni wyścigu. Silverstone International nie ukończył, w Tourist Trophy był szósty i w Aintree International dwunasty. Nie zakwalifikował się do British Empire Trophy.
W 1955 roku przeniósł się do zespołu Vandervell Products, gdzie startował w samochodzie Vanwall 55. Samochody Vanwalla okazały się nieco niedopracowane. Już po pierwszym wyjeździe w Grand Prix Wielkiej Brytanii rozbił się i doznał poparzeń i drobnych urazów. Podczas kwalifikacji Wharton osiągnął piętnasty czas. Upalny wyścig kierowcy (do wyścigu Wharton został zgłoszony z Harrym Schellem) ukończyli na pozycji dziewiątej. W swoim ostatnim Grand Prix Formuły 1, Grand Prix Włoch, zakwalifikował się na siedemnastej pozycji. Wharton wycofał się z wyścigu po jego wystartowaniu z powodu wtrysku. W klasyfikacji generalnej zajął 37 pozycję.
W 1955 roku w BRDC International Trophy na torze Silverstone Circuit miał wypadek. Doznał oparzenia ramion i szyi. Był drugi w RedeX Trophy, Glover Trophy nie ukończył, a w International Gold Cup zajął piątą pozycję. W British Empire Trophy był dwunasty, Silverstone International, 9h Goodwood, Oulton Park International i Tourist Trophy nie ukończył. Nie pojawił się na starcie Goodwood Easter.
W 1956 roku wziął udział w zaproponowanych mu startach w samochodzie Ferrari 750 Monza w Australian Tourist Trophy w Melbourne, mistrzostwa ukończył na trzeciej pozycji. Wystartował również w British Empire Trophy, Aintree 200 i Grand Prix Bari. W Oulton Park i 1000 km Nürburgring był trzeci. Do wyścigu Le Mans został zgłoszony z Jackem Fairmanem, kierowcy nie kończyli wyścigu. Do Reims 12 Hours został zgłoszony z Paulem Alfonsem von Metternich-Winneburgiem, Wharton i jego zmiennik nie ukończyli tego wyścigu. Wharton nie ukończył również Daily Express Silverstone, 1000 km Paris, a także nie wystartował w Grand Prix Silverstone i nie pojawił się na starcie Grand Prix Rouen.
W 1957 roku ponownie wystartował w samochodzie Ferrari, podczas wyścigu w Ardmore, Auckland w Nowej Zelandii, Wharton uderzył w słupek, a jego samochód obrócił się, kierowca z niego wypadł, był ciężko ranny w głowę, zmarł w szpitalu w wyniku doznanych obrażeń.

## Wyniki w Formule 1
| Legenda oznaczeń w tabelach wyników Wyświetl szablon na nowej stronie | Legenda oznaczeń w tabelach wyników Wyświetl szablon na nowej stronie                                                                     |
| Oznaczenie                                                            | Wyjaśnienie |
| --------------------------------------------------------------------- | --- |
| Złoty                                                                 | Zwycięzca lub mistrzostwo |
| Srebrny                                                               | 2. miejsce lub wicemistrzostwo |
| Brązowy                                                               | 3. miejsce lub II wicemistrzostwo |
| Zielony                                                               | Ukończył, punktował (w klasyfikacji generalnej, gdy zdobył co najmniej jeden punkt na przestrzeni sezonu, poza trzema powyższymi opcjami) |
| Niebieski                                                             | Ukończył, nie punktował (w klasyfikacji generalnej, gdy nie zdobył co najmniej jednego punktu na przestrzeni sezonu)                      |
| Czerwony                                                              | Nie zakwalifikował się (NZ) |
| Czerwony                                                              | Nie prekwalifikował się (NPK) |
| Różowy                                                                | Nie ukończył (NU) |
| Różowy                                                                | Niesklasyfikowany (NS) (w klasyfikacji generalnej, gdy nie został sklasyfikowany w żadnym wyścigu sezonu)                                 |
| Czarny                                                                | Zdyskwalifikowany (DK) |
| Czarny                                                                | Wykluczony (WYK/EX) |
| Biały                                                                 | Nie wystartował (NW) |
| Biały                                                                 | Kontuzjowany (K/INJ) |
| Biały                                                                 | Wyścig odwołany (OD/C) |
| Bez koloru                                                            | Został wycofany (WYC/WD) |
| Bez koloru                                                            | Nie przybył (NP/DNA) |
| Bez koloru                                                            | Nie brał udziału w treningach (NT/DNP) |
| Bez koloru                                                            | Nie został zgłoszony (–) |
| Pogrubienie                                                           | Start z pole position |
| Kursywa                                                               | Najszybsze okrążenie wyścigu |
| †                                                                     | Nie ukończył, ale jego rezultat został zaliczony ze względu na przejechanie więcej niż 90% dystansu wyścigu.                              |
| *                                                                     | Sezon w trakcie |
| 1/2/3                                                                 | Punktowana pozycja w sprincie |
| Lista systemów punktacji Formuły 1                                    | |

| Rok  | Zespół                   | Samochód         | Silnik          | Wyniki w poszczególnych eliminacjach | Wyniki w poszczególnych eliminacjach | Wyniki w poszczególnych eliminacjach | Wyniki w poszczególnych eliminacjach | Wyniki w poszczególnych eliminacjach | Wyniki w poszczególnych eliminacjach | Wyniki w poszczególnych eliminacjach | Wyniki w poszczególnych eliminacjach | Wyniki w poszczególnych eliminacjach | Punkty | Pozycja |
| Rok  | Zespół                   | Samochód         | Silnik          | Szwajcaria                           | Stany Zjednoczone                    | Belgia                               | Francja                              | Wielka Brytania                      | Niemcy                               | Holandia                             | Włochy                               |                                      | Punkty | Pozycja |
| ---- | ------------------------ | ---------------- | --------------- | ------------------------------------ | ------------------------------------ | ------------------------------------ | ------------------------------------ | ------------------------------------ | ------------------------------------ | ------------------------------------ | ------------------------------------ | ------------------------------------ | ------ | ------- |
| 1952 | Scuderia Franera         | Frazer Nash FN48 | Bristol Cars R6 | 4                                    | –                                    | NU                                   | –                                    | –                                    | –                                    |                                      |                                      |                                      | 3      | 13      |
| 1952 | Scuderia Franera         | Frazer Nash 421  | Bristol Cars R6 |                                      |                                      |                                      |                                      |                                      |                                      | NU                                   |                                      |                                      | 3      | 13      |
| 1952 | Scuderia Franera         | Cooper T20       | Bristol Cars R6 |                                      |                                      |                                      |                                      |                                      |                                      |                                      | 9                                    |                                      | 3      | 13      |
| 1953 | Ken Wharton              | Cooper T23       | Bristol Cars R6 | Argentyna                            | Stany Zjednoczone                    | Holandia                             | Belgia                               | Francja                              | Wielka Brytania                      | Niemcy                               | Szwajcaria                           | Włochy                               | 0      | 26      |
| 1953 | Ken Wharton              | Cooper T23       | Bristol Cars R6 | –                                    | –                                    | NU                                   | –                                    | NU                                   | 8                                    | –                                    | 7                                    | NS                                   | 0      | 26      |
| 1954 | Owen Racing Organisation | Maserati 250F    | Maserati R6     | Argentyna                            | Stany Zjednoczone                    | Belgia                               | Francja                              | Wielka Brytania                      | Niemcy                               | Szwajcaria                           | Włochy                               |                                      | 0      | 28      |
| 1954 | Owen Racing Organisation | Maserati 250F    | Maserati R6     | –                                    | –                                    | –                                    | NU                                   | 8                                    | NW                                   | 6                                    | –                                    | 8                                    | 0      | 28      |
| 1955 | Vandervell Products      | Vanwall 55       | Vanwall R4      | Argentyna                            | Monako                               | Stany Zjednoczone                    | Belgia                               | Holandia                             | Wielka Brytania                      | Włochy                               |                                      |                                      | 0      | 37      |
| 1955 | Vandervell Products      | Vanwall 55       | Vanwall R4      | –                                    | –                                    | –                                    | –                                    | –                                    | 9*                                   | NU                                   |                                      |                                      | 0      | 37      |

* – samochód współdzielony z Harrym Schellem